# Buzkî Porohî, Domanivka
Buzkî Porohî (în ucraineană Бузькі Пороги) este un sat în comuna Bohdanivka din raionul Domanivka, regiunea Mîkolaiiv, Ucraina.

## Demografie
Componența lingvistică a localității Buzkî Porohî
     Ucraineană (100%)
Conform recensământului din 2001, toată populația localității Buzkî Porohî era vorbitoare de ucraineană (100%).